# Hastina caeruleolineata
Hastina caeruleolineata là một loài bướm đêm trong họ Geometridae.